# بيرسونياوات
البيرسونياوات (الاسم العلمي: Persoonioideae) هي أسرة من النباتات تتبع الفصيلة البروطية من رتبة البروطيات.

## قبائل البيرسونياوات
- البيرسونياوية
  - البيرسونية